# European Council on Refugees and Exiles
European Council on Refugees and Exiles (ECRE) ist eine paneuropäische Non-Profit-Organisation die 104 Nichtregierungsorganisationen in 41 Ländern bündelt und die europäische Agenda hinsichtlich einer offenen Einwanderungspolitik zu beeinflussen sucht. Ihr Ziel ist es die Rechte von Flüchtlingen zu schützen und zu verbessern. Damit dies möglich ist, bieten sie juristische Unterstützung und arbeiten an einer Reform des Gemeinsamen Europäischen Asylsystems. Zu den vier Hauptaktivitäten des ECRE gehören zusätzlich „Advocacy“ und „Communication“- Projekte.

## Mitglieder
Zu den Mitgliedern zählen bekannte NGOs wie Amnesty International, Caritas, das Rote Kreuz und das SOS-Kinderdorf. Sie sind in ganz Europa, innerhalb und außerhalb der EU zu finden. Die 104 NGOs haben sich zu einem Dachverband zusammengeschlossen, da sie so mehr Druck auf EU-Institutionen und dadurch stärkeren Einfluss auf die Gesetzgebung ausüben können.

## Inhalte
In ihrem Strategic Plan 2017–2019 berichten sie von den erschwerten Bedingungen ihre Ziele zu verwirklichen, da sie im Vergleich zu den Vorjahren ein viel feindseligeres Umfeld in Brüssel und den Nationalstaaten spüren. Trotzdem wollen sie sich von ihrer Zielsetzung nicht abbringen lassen. Die folgenden Punkte beschreiben, was der ECRE von 2017 bis 2019 erreichen will: Zunächst soll das Asylrecht in Europa reformiert werden, sodass ein EU Abkommen mit gemeinsamer Verantwortung entstehen kann. Des Weiteren sollen sichere und legale Wege nach Europa führen und globale Lösungen gefunden werden. Letztlich ist ihnen die Inklusion von Flüchtlingen in die europäische Gemeinschaft sehr wichtig. Hinsichtlich der Advocacy-Arbeit sind drei Themengebiete von hoher Priorität: außenpolitische Angelegenheiten, Rechte von Flüchtlingskindern und Inklusion/Integration.

## Der ECRE und Migrationspolitik
Lobbying-Gruppen, die sich für die Rechte von Migranten einsetzen, sind seit den frühen 90ern aktiv. Zu den einflussreichsten Gruppierungen in diesem Politikbereich gehören zum einen Menschenrechtsorganisationen, wie Amnesty International oder der ECRE, sowie Kirchen-Organisation u. a. Caritas und die Churches Commission for Migrants in Europe (CCME). Die erste Ko-operation zwischen den pro-Migration Interessenvertretern gab es vor der Amsterdamer Intergovernmental Conference (IGC), wodurch ein NGO-Netzwerk zur europäischen Flüchtlings-, Asyl- und Immigrationspolitik entstanden ist. Hierzu zählten Amnesty International, Caritas Europe, CCME, ECRE, das European Migrants Forum (EUMF) und die Starting Line Group (SLG). Allerdings müsse hervorgehoben werden, schrieb Andrew Geddes im Jahr 2000, dass solche Vereinigungen im Vergleich zu den Verbraucherinteressengruppen, den Frauenrechte-Lobbyistinnen und Lobbyisten und den Umweltschützern relativ klein wären. Aus diesem Grund schlössen sie sich oft zu Dachverbänden zusammen, um nationale Interessen zusammenzuführen und gemeinsam zu vertreten.
Mit Blick auf die Situation an den Grenzen Europas während der letzten Jahre, die durch die Flüchtlingskrise in Europa ab 2015 ein Thema geworden sind, etablierten sich in Brüssel noch mehr Organisationen, die für Menschen- und Flüchtlingsrechte Lobbying betreiben. Als bedeutende Akteure des Brüsseler Geschehens hinsichtlich Migration, Antirassismus und Asyl gelten nach Einschätzung von Leila Giannetto von 2019 der European Council on Refugees and Exiles, das European Network Against Racism, der CCME und die Migration Policy Group.

## Aktivitäten
Der ECRE startete 2013 eine Website mit der Datenbank „AIDA“ zur Darstellung der Asylverfahren in Europa.
Lobbying-Initiativen ergriffen bei der Änderung der Anerkennungsrichtlinie für Drittstaatsangehörige und Staatenlose neben dem ECRE u. a. auch die European Women’s Lobby, die ILGA Europe und noch viele weitere
Auch bei der Neufassung der Mindestnormen für die Anerkennung und den Status von Drittstaatsangehörigen und Staatenlosen als Flüchtlinge 2011 beteiligte sich der European Council on Refugees. Zunächst wurde der ECRE von der Kommission zu einem „Stakeholder Meeting“ eingeladen, bevor überhaupt ein Vorschlag öffentlich wurde. Der ECRE bereitete Stellungnahmen zur damalig geltenden Regelung von 2004 vor und zog, auf Anfrage der Kommission, ihre Mitgliederorganisationen zu Rate, die sich über die Bedenken der EU-Mitgliedsstaaten informieren sollten. Zudem schlossen sich Amnesty International, der ECRE, die EWL und die ILGA zusammen, um Lobbying-Briefe o. ä. für ihre nationalen Mitgliedsorganisationen zusammenzustellen. Die Kommission und das Parlament bestätigte in dem Fall, dass sie das Engagement und das Know-how der NGOs begrüßen und die Kommission die NRO´s als Augen und Ohren in den Mitgliedsländern benutzen würde, um die Umsetzung der Direktiven zu überwachen.
2019 berichtete der European Council on Refugees (für den Länderbericht 2018) über Asylverfahren in Deutschland. Für den im April 2019 veröffentlichten Bericht über die in Bayern/Deutschland als Modell eingeführten Ankerzentren arbeitete der ECRE mit der Gruppe Pro Asyl zusammen. Ankerzentren bestanden zu diesem Zeitpunkt in Bayern, Sachsen und dem Saarland.
Im Januar 2019 schlug der ECRE Verhandlungen über die Verteilung von anzulandenden Bootsflüchtlingen und -Migranten auf Staaten der Europäischen Union vor. Der Dachverband tadelte Regierungen von Staaten, die Rettungsschiffe nicht in ihre Häfen einlaufen ließen. Ihnen sei jedoch zugutezuhalten, dass die derzeitige Situation nicht fair sei. Die Europäische Kommission, das UNHCR oder das IOM sollten die Verhandlungen leiten und eine Koalition aus „willigen“ Staaten solle einem Aufnahme- und Verteilungsplan zustimmen, da sich einige der 28 Staaten nicht an ihre Verpflichtungen hielten und eine einstimmige Lösung mit allen Staaten unmöglich sei. Frühere Pläne, die den Transport von angelandeten Flüchtlingen und Migranten in Zentren in Nordafrika vorsahen, oder solche, bei denen die Personen in geschlossenen Zentren in der EU untergebracht werden, seien nach Ansicht des ECRE zu verwerfen. Zivilgesellschaftliche Organisationen (inklusive religiöser Organisationen) sowie aufnahmebereite Städte sollten eingebunden werden.

## Finanzierung
Nach eigenen Angaben (Stand: Mai 2019) wird der ECRE von privaten Geldgebern und aus Regierungsprogrammen finanziert:
- Adessium Foundation
- Calouste Gulbenkian Foundation
- European Programme for Integration and Migration
- Joseph Rowntree Charitable Trust
- Oak Foundation
- Open Society Foundations
- Sigrid Rausing Trust
- Stichting Porticus
- UNHCR

Zudem erhält ECRE Unterstützung durch folgende europäische Programme und Agenturen:
- Asyl-, Migrations- und Integrationsfonds (AMIF)
- Horizont 2020
- Justice Programme
- Europäisches Instrument für Demokratie und Menschenrechte (EIDHR)
- Europäisches Unterstützungsbüro für Asylfragen (EASO)

Zu weiteren bisher genannten Geldgebern zählen:
- Atlantic Philanthropies[24]
- Europäische Kommission[23]